# دوار الشاوية (مسلسل)
دوار الشاوية هو مسلسل جزائري، يتناول جزء من حياة عيسى الجرموني، إخراج وسيناريو وحوار جميلة عراس.

## الممثلون
قائمة الممثلون:
| الممثل          | مثل بدور                   |
| --------------- | -------------------------- |
| عبد الحميد قوري | عيسى مرزوق (عيسى الجرموني) |
| جميلة عراس      | أما عيدة                   |
| سميرة صحراوي    | زليخة                      |
| زينب عراس       | مسعودة                     |
| علاوة بلوم      | الجمعي                     |
| مبروك فروجي     | عمار                       |
| لويزة تينهنان   | فطيمة                      |
| صليحة بن براهم  | العانس                     |
| محيو بوزيد      | شيخ الزاوية                |
| محمد بوعرابة    | السعيد                     |
| حواس بن شايطة   | رابح مرزوق                 |
| العمري كعوان    | السبتي                     |
| الهادي طير      | الشياد                     |
| فتيحة سلطان     | سَخرية                      |
| مدني نعمون      | هارون الحوزي               |

## روابط خارجية
- الحلقة الأولى من دوار الشاوية - يوتيوب